# Kailás Szatjárthi
Kailás Szatjárthi (hindiül: कैलाश सत्यार्थी, 1954. január 11. –) indiai gyermekjogi aktivista, a 2014-es Nobel-békedíj egyik kitüntetettje.